# Proloricaria prolixa
Proloricaria prolixa – gatunek słodkowodnej ryby sumokształtnej z rodziny zbrojnikowatych (Loricariidae), jedyny przedstawiciel rodzaju Proloricaria.

## Występowanie
Dorzecze górnej Parany i Nizina La Platy w Brazylii.

## Cechy charakterystyczne
Ciało silnie spłaszczone grzbietobrzusznie, w przedniej części bardzo szerokie. Dorosłe osobniki osiągają do ok. 46 cm długości standardowej (SL). Żywi się peryfitonem rosnącym na skalistym podłożu.